# Reipitzsch

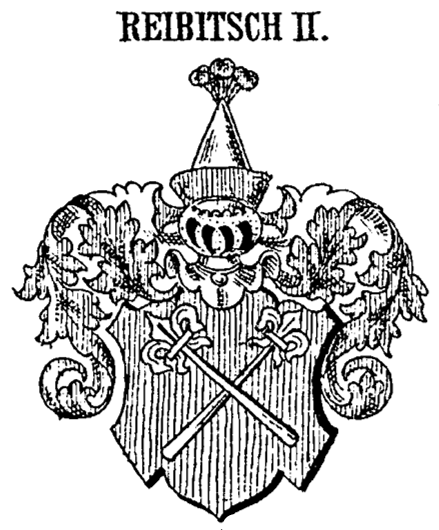
Wappen derer von Reibitsch in Siebmachers Wappenbuch

Reipitzsch (auch Reibitsch, Reibisch, Reipitz, Reibizsch oder Reybisch) war der Name einer Familie aus einem wenig verbreiteten merseburgischen Ministerialengeschlecht. Ihr Stammgut war vermutlich Reipisch (erstmals 1012 erwähnt, geschrieben auch Ribzi, Rypz, Ripz und Riptsch), ein ehemals kaiserliches Gut im Amt Merseburg, heute Ortsteil von Braunsbedra im Geiseltal.

## Geschichte
Erstmals wurde die Familie urkundlich 1269 mit Herboto de Ripsh milites, 1300 Ritter Herrn Henricus de Ripe, 1313 Heinrico de Rypcz, 1320 Dominus herboto de Ripz und 1344 Heinrich de Rypz genannt. 1488 hatten die Gebrüder Facius, Philipp und Simon ein Burglehen in Querfurt inne. Im 16. Jahrhundert besaßen sie auch das Lehn- und Rittergut Ramsin mit umliegenden Gütern in Ockendorf bei Leuna sowie Sandersdorf, Gräfendorf und Zscherndorf im kursächsischen Amt Bitterfeld. 1530 bis 1536 war der Amtmann Philipp von Reibisch Besitzer des Schlosses Burgscheidungen, zuvor hatte er bereits 1508 das Rittergut Gößnitz von Herzog Georg von Sachsen für 15.000 Gulden erworben. 1545 saßen Wolf und Apel auf Gleina. Das Adelsgeschlecht starb 1704 in Sachsen mit Georg Wolff von Reipitzsch zu Dresden aus. Die noch 1705 in Schlesien vorkommende Familie scheint zu dieser zu gehören.

## Wappen
Blasonierung: In Rot zwei silberne ins Andreaskreuz gesetzte Lilienstäbe. Auf dem Helm mit rot-silbernen Helmdecken ein silberner, rotgestülpter Hut, oben mit drei roten Straußenfedern besteckt.